# Geografsko društvo Slovenije
Prvo Geografsko društvo Slovenije je nastalo leta 1922. Zasluge za njegovo ustanovitev so imeli prvi študentje in diplomanti slovenske Univerze v Ljubljani. To so bili: Valter Bohinc, Franjo Baš, Ivo Rubić, kasneje pa so se tej skupini pridružili še srednješolski profesor Anton Melik, geomorfolog in bibliotekar Jože Rus in Silvo Kranjec, ki je bil vodilni pisec učbenikov za pouk zemljepisa v šolah. Vsi so bili zelo dejavni in tako je društvo pričelo izdajati najstarejšo in osrednjo strokovno geografsko revijo Geografski vestnik. Anton Melik in Svetozar Ilešič sta s svojo dejavnostjo usmerjala razvoj slovenske geografije vse od leta 1930 do 1970.
Sedanji naslednik društva je Zveza geografov Slovenije.